# Збагачення сидеритових руд
Збагачення сидеритових руд
Застосування сидеритів у вихідному виді погіршує показники доменної плавки (знижується продуктивність печей, збільшується витрата коксу). Це пов'язане з необхідністю затрачати додаткове паливо на розкладання сидеритів і відновлення вуглекислоти, що виділяється при розкладанні. В зв'язку із цим на Саткинському та Ашинському (Урал) металургійних заводах перед доменною плавкою бакальські сидерити піддаються окисному випалу в шахтних печах. При цьому внаслідок видалення вуглекислоти карбонатів у сидеритах підвищується вміст заліза з 30-34 % до 45-47 %. Завдяки високій магнітній сприйнятливості залізовмісних мінералів обпалених сидеритів можливо подальше їхнє збагачення на магнітних сепараторах.
Для збагачення сидеритів споруджений Бакальський рудопідготовчий комбінат, де застосований схема окисного випалу із сухою магнітною сепарацією обпаленого матеріалу. Сидеритова руда піддається дробленню й просіванню на дробильно-сортувальній фабриці з поділом на два класи — 60-10 й 10-0 мм. Клас 10-0 мм агломерується без збагачення, а клас 60-10 мм направляється в 9 шахтних печей, де піддається високотемпературному випалу при 1000—1100оС з використанням природного газу. Час випалу сидериту — 4 години. Охолодження руди до 50-100оС здійснюється в жалюзійних бункерах (3 години). Вміст заліза в обпаленій руді підвищується до 44,8 %. Після охолодження руда розділяється на класи 60-10 й 10-0 мм, які піддаються СМС. Після СМС вміст заліза в концентраті сягає 52-54 %.
Основні способи збагачення сидеритових руд у далекому зарубіжжі — обпалмагнітний і гравітаційний. Обпалмагнітне збагачення одержало поширення в Чехії, Угорщині, Польщі та Німеччині. Випал здійснюється при температурі 500—600оС. Для випалу застосовуються трубчасті або шахтні печі. Після випалу руда, як правило, піддається сухої або мокрої магнітної сепарації в слабкому полі. Крупність обпаленої руди від 30-0 до 100-0 мм. Дроблення руд здійснюється в щокових дробарках або дробарках ударної дії.
Гравітаційне збагачення одержало поширення в Австрії, Канаді. Збагачення здійснюється у важких суспензіях або відсадженням. У випадку глинистих руд в схеми збагачення включається промивання. Технологічні показники важких середовищ і відсадження близькі, але перевага віддається збагаченню у важких суспензіях, тому що в цьому випадку не потрібна вузька класифікація матеріалу. Вміст заліза в концентратах збагачення у важких середовищах коливається в межах 39-44 %. Вилучення заліза в концентрат при гравітаційному збагаченні високе і становить 89-92 %.